# Sankt Savas kyrka, Mrkonjić Grad
Sankt Savas kyrka (serbisk kyrilliska: Црква Светог Саве; latinska: Crkva Svetog) är en serbisk-ortodox kyrkobyggnad belägen i orten Mrkonjić Grad i Serbiska republiken i Bosnien och Hercegovina.
Kyrkan är helgad åt Sankt Sava, som grundade den serbisk-ortodoxa kyrkan och var dess första ärkebiskop. Den tillhör det serbisk-ortodoxa stiftet Bihaćs och Petrovacs stift.

## Historik
Sankt Savas kyrka i Mrkonjić Grad invigdes den 2 augusti 2018. Vid invigningen deltog bland annat Serbiska republikens president Milorad Dodik.

## Kyrkan
Kyrkan är en böneplats för cirka 20 000 invånare i Mrkonjić Grad och för människor som är bosatta i omgivande byar.

## Bilder

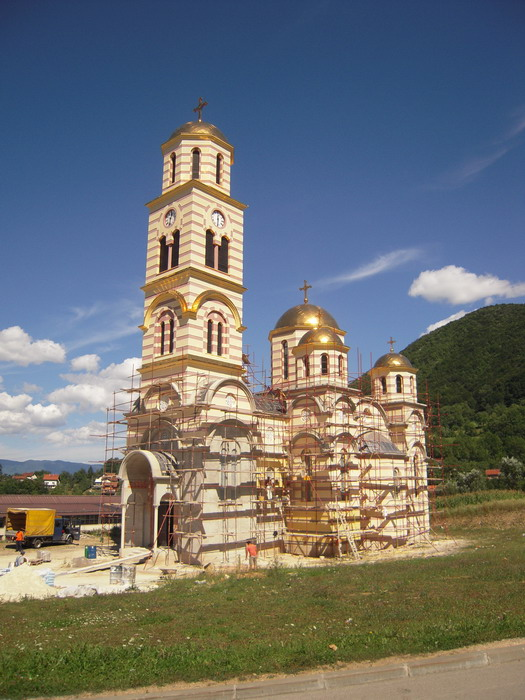
Sankt Savas kyrka under byggandet.
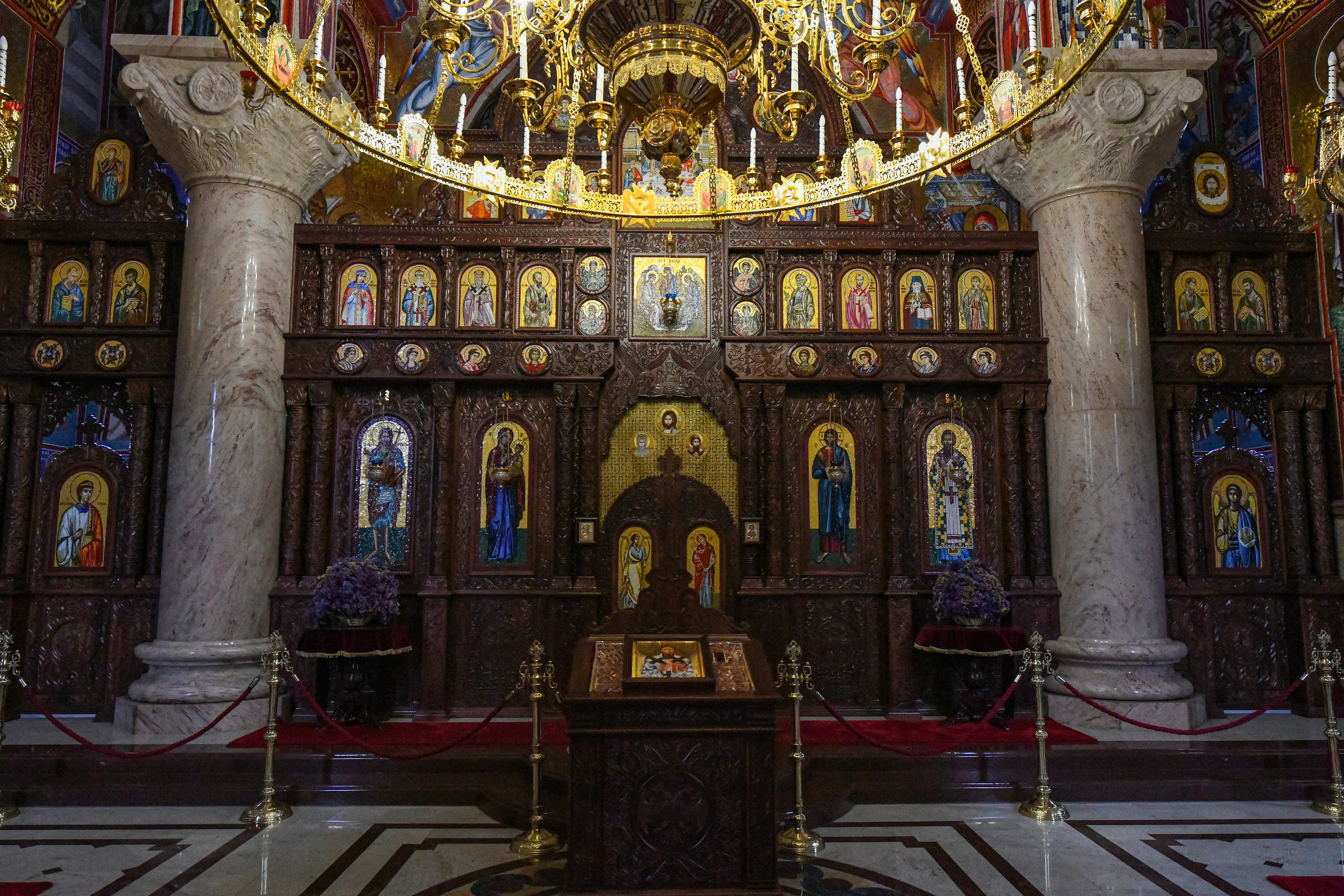
Kyrkans interiör mot ikonosatsen.
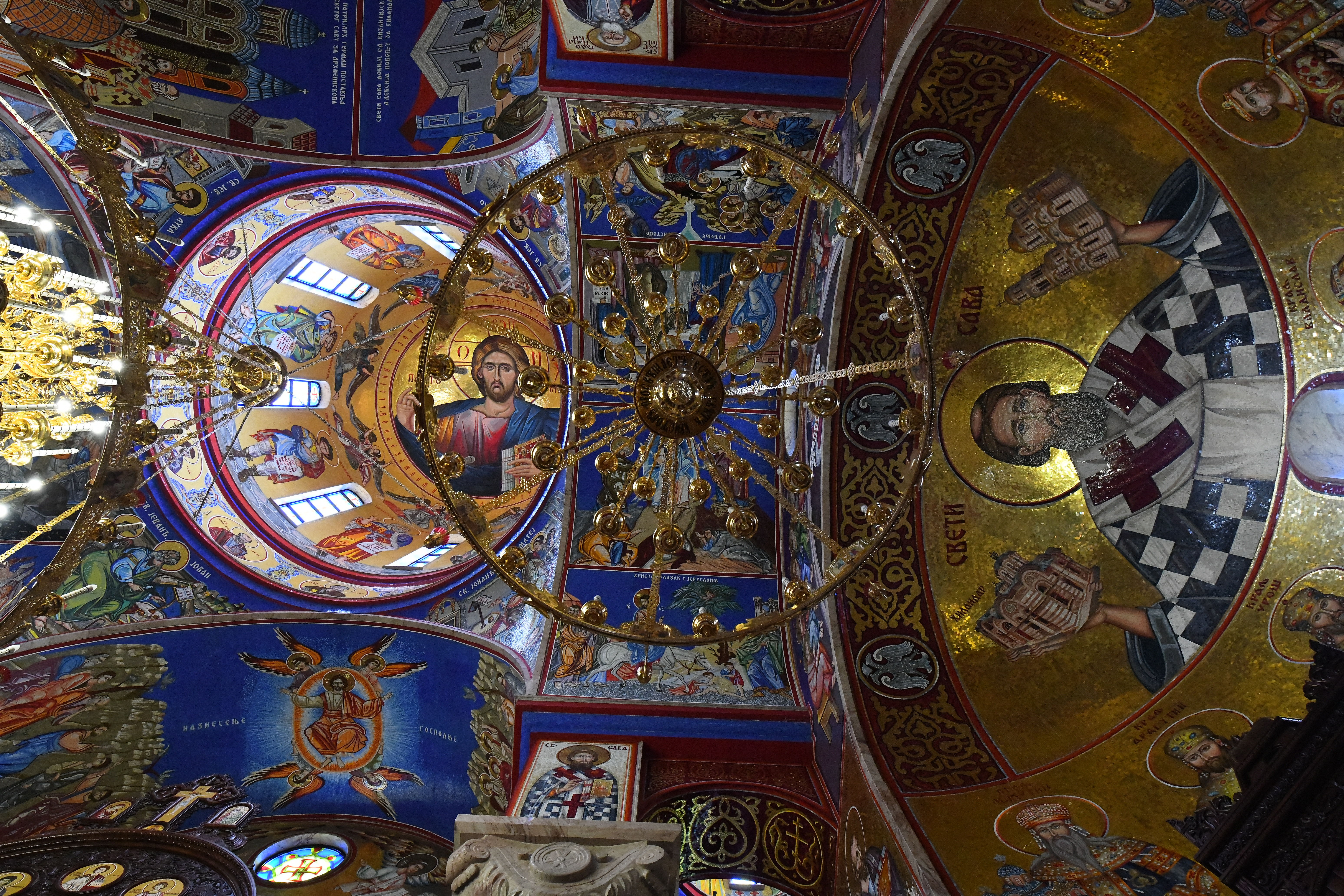
Taket.